# Смолница
Смолница е село в Североизточна България. То се намира в община Добричка, област Добрич.

## География
Село Смолница се намира в сърцето на Добруджа, на 15 километра северозападно от областния център Добрич. Обработваемото землище на селото е в размер на 22 000 дка. До селото може да се достигне по три асфалтови пътя – от към пътя Добрич-Силистра, през с. Козлодуйци и през с. Ловчанци.
Днес в Смолница живеят около 500 души, 2/3 българи и около 1/3 предимно роми, малко турци и татари.
В близост има изоставено летище използвано за селскостопански цели през втората половина на миналия на 20 век. В селото е разположен и микроязовир, който в миналото захранван от малка река, която вече е пресъхнала. В днешни времена язовирът се захранва от дъждовни води.

## История
Селото датира от 1526 година. Първото му име е Орта чамурлу. Думата „чамурлу“ или „чамурлии“ идва от турската дума „чамур“ (кална пръст, калище). При валежи запрашената пръст много лесно се образувала в кал. Смолница е директен диалектен превод от турското име. До освобождението от османска власт в селото са живели предимно турци. Едва след освобождението се заселват първите българи от Бесарабия. Счита се, че сред първите заселници след освобождението е и опълченецът Желю Дерменджиев. В неговата къща е открито и първото българско училище в селото. Селото преминава под румънско управление след окупацията на Южна Добруджа през 1913 година. През 1916 година селото се връща на България, но Ньойския договор отново го праща под румънска юрисдикция, така до 1940 година когато Крайовската спогодба окончателно го връща на България. През тези тежки години на заселниците са били конфискувани имоти, били са преселвани към и от България. Така в днешни времена там живеят наследниците на така наречените „преселци“. От 1946 до 1959 г. Смолница е част от Толбухинска околия, през 1959 – 1987 е в състава на Толбухински окръг, а през 1987 – 1999 г. е част от добруджанските общини на Враненска област, докато от 1999 г. е част от Добричка област. В периода на социализма и Народна република България два пъти през 1967 и 1988 г. Смолница е калсирана в състава на Толбухински окръг и Варненска област като първенец в постигането на високи слексостопански добиви.

## Население
Преброяване на населението през 2011 г.
Численост и дял на етническите групи според преброяването на населението през 2011 г.:
|                     | Численост | Дял (в %) |
| Общо                | 379       | 100,00    |
| Българи             | 229       | 60,42     |
| Турци               | 37        | 9,76      |
| Цигани              | 19        | 5,01      |
| Други               | 13        | 3,43      |
| Не се самоопределят | 0         | 0,00      |
| Неотговорили        | 81        | 21,37     |

## Религии
В селото живеят предимно християни. В миналото е имало джамия. След това е имало и църква, която е била разрушена по времето на социализма. Към днешно време най-близкият храм е на 2 км в с. Козлодуйци.

## Културни и природни забележителности
Паметник на загиналите във войните за национално обединение, Втората световна война и опълченеца Жельо Дерменджиев, открит на 10 април 2009. Паметникът е разположен в двора на училището, висок е 2,50 м. Върху постамента са изписани имената на 24 жители на Смолница /Чамурлии/ загинали във войните. Селото дава жертви в Сръбско-българската, двете балкански и двете световни войни. На върха на паметника е Георгиевският кръст за храброст. Автор на скулптурната композиция е Христо Илиев.
През октомври 2006 г. изследователят на войнишки паметници Иван Петров от Добрич откри в гробищния парк на Смолница гроб и малък паметник на 13 загинали в Добричката епопея бойци от 16 пехотен Ловешки полк.

## Редовни събития
Традиционно празнуване на Бабин ден, Трифон Зарезан и Тодоровден.
Ежегоден събор („сбор“) на 1 май.

## Други
В село Смолница има функциониращи детска градина, основно училище „Климент Охридски“ и читалище, което разполага с над 12 000 тома литература.